# Воспитанницы Сен-Сирского дома
«Воспитанницы Сен-Сирского дома» (фр. Les Demoiselles de Saint-Cyr) — историческая комедия Александра Дюма-отца, написанная им совместно с Адольфом де Лёвеном и Брунсвиком и впервые поставленная на сцене в 1843 году.

## Сюжет
Действие пьесы происходит в 1700-х годах, в эпоху Людовика XIV. Двое французских дворян, виконт де Сент-Эрем и Эркюль Дюбулуа, пытаются соблазнить воспитанниц пансиона в Сен-Сире, из-за этого оказываются в Бастилии и получают свободу ценой женитьбы на своих жертвах. Они уезжают в Испанию, где правит внук Людовика Филипп V. Позже госпожа де Ментенон отправляет в Мадрид их жён, чтобы нейтрализовать влияние на Филиппа госпожи дез Юрсен и стоящей за ней Австрии. Испанский король увлекается француженками, вызывая у их мужей ревность. Однако в решающий момент он вспоминает, что виконт де Сент-Эрмен был его другом, позволяет двум парам воссоединиться и уехать во Францию.

## Создание и оценки
Александр Дюма написал «Воспитанниц Сен-Сирского дома» совместно со своим старым другом Адольфом де Лёвеном и Брунсвиком. Премьера состоялась 25 июля 1843 года в Комеди Франсез, и критики встретили пьесу неодобрительно. Жюль Жанен в своей рецензии заявил: «Если это убожество будет и впредь продолжаться, придётся закрыть Французский театр». Сент-Бёв написал, что очередная комедия Дюма, «как и все пьесы, выходящие из-под пера этого автора, довольно жива, увлекательна и не лишена занятности, но её портят незавершённость, небрежность и вульгарность».
Позже пьесу переработал Ренье, создав из пяти действий четыре и сделав развязку более стремительной. Новый вариант был впервые поставлен на сцене 15 сентября 1855 года во дворце Сен-Клу: император Наполеон III почтил этим спектаклем своих гостей, британскую королеву Викторию и её мужа. Изначальный текст был опубликован только один раз, в «Театральном журнале» за 1843 год, а во всех последующих изданиях, начиная с восьмого тома 25-томного собрания сочинений Дюма, выходил вариант Ренье.